# Toronyi Gyula (operaénekes, 1896–1966)
Toronyi Gyula (Budapest, 1896. október 18. – Budapest, 1966. január 3.) magyar operaénekes (tenor). Id. Toronyi Gyula operaénekes fia.

## Életpályája
Toronyi Gyula (1872–1945) operaénekes és Molnár Amália fia. Pályáját operabonvivánként kezdte, majd a Városi Színház tagja lett. Az Operaházban 1929-ben mint ösztöndíjas lépett fel először Wagner A nürnbergi mesterdalnokok Moserjeként. 1930-tól 1959-ig volt a színház tagja. A comprimario-tenor szerepek álltak közel egyéniségéhez.
Kétszer kötött házasságot. Első felesége Halász Gabriella volt, akit 1926. május 4-én Budapesten vett nőül. 1928-ban elváltak. Második felesége Purjesz Ábrahám és Grosz Rozália lánya, Irma volt, az Operaház tagja. 1933. július 12-én kötöttek házasságot Budapesten.

## Főbb szerepei
- Halévy: A zsidónő – Lipót herceg
- Erkel Ferenc: Hunyadi László – V. László
- ifj. Johann Strauss: A denevér – Alfréd
- Puccini: Pillangókisasszony – Pinkerton
- Muszorgszkij: Borisz Godunov – Krucsov, bojár
- Richard Wagner: A nürnbergi mesterdalnokok – Moser